# Драй-тулинг
Драй-тулинг (англ. Dry-tooling) — вид скалолазания, а точнее ледолазания, по неледяной поверхности с использованием ледолазного оборудования такого как кошки, ледовый инструмент или айс-фиф.
В некоторых спортивных центрах присутствуют щиты для драй-тулинга, а первое соревнование по драй-тулингу в помещении проводилось в Глазго в марте 2003 года.
На сегодняшний день данный вид спорта особо популярен в южных регионах России ввиду отсутствия снега и льда.

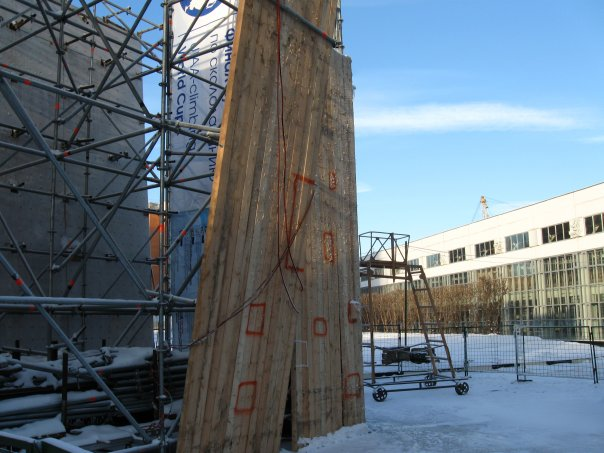
Щит для драй-тулинга во дворце детского спорта